# Xã Dwight, Quận Livingston, Illinois
Xã Dwight (tiếng Anh: Dwight Township) là một xã thuộc quận Livingston, tiểu bang Illinois, Hoa Kỳ. Năm 2010, dân số của xã này là 4.494 người.